# Селье (коммуна)
Селье (норв. Selje) — коммуна в губернии Согн-ог-Фьюране в Норвегии. Административный центр коммуны — посёлок Селье. Официальный язык коммуны — нюнорск. Население коммуны на 2007 год составляло 2872 чел. Площадь коммуны Селье — 226,09 км², код-идентификатор — 1441.

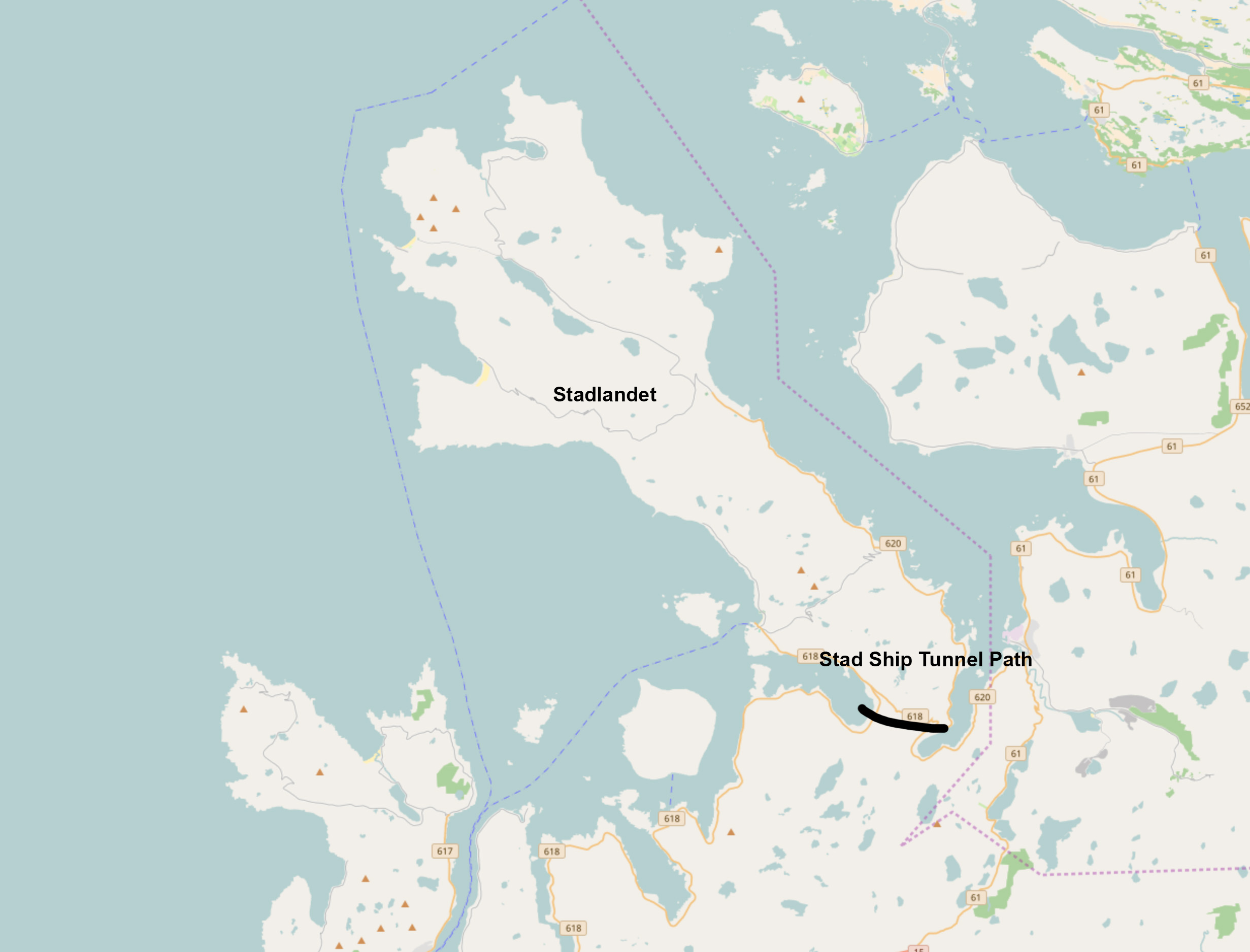
Планируемый маршрут тоннеля Стад

Под полуостровом Стад (en:Stad (peninsula)) планируется строительство тоннеля Стад (en:Stad Ship Tunnel), который позволит грузовым и пассажирским судам проходить в пределах зоны, защищённой фьордами, из Норвежского моря в Северное море, что откроет возможность для безопасной круглогодичной навигации между городами Берген и Олесунн.

## История населения коммуны
Население коммуны за последние 60 лет.

Статистика коммуны Селье